# Michael Stockton
Michael Stockton, né le 7 mai 1989 à Spokane, Washington, est un joueur américain de basket-ball évoluant au poste de meneur.
Il est le fils de John Stockton.

## Biographie

### Carrière universitaire
Entre 2007 et 2011, il joue dans une petite fac de Salt Lake City, le Westminster College (en).

### Carrière professionnelle

#### BG Karlsruhe (2011-2013)
Le 23 juin 2011, automatiquement éligible à la draft 2011 de la NBA, il n'est pas sélectionné.
En juillet 2011, il signe son premier contrat professionnel avec l'équipe allemande du BG Karlsruhe.
Durant l'été 2012, il participe à la NBA Summer League d'Orlando avec le Jazz de l'Utah. En cinq matchs, il a des moyennes de 3,6 points, 1,2 rebonds et 2,0 passes décisives par match.
Il retourne à Karlsruhe pour la saison 2012-2013.

#### MHP Riesen Ludwigsbourg (2013-2015)
En juillet 2013, il participe à la NBA Summer League d'Orlando avec le Jazz de l'Utah. En trois matchs, il a des moyennes de 4,3 points et 1,3 rebonds par match.
Le 30 août 2013, il signe avec l'équipe allemande du MHP Riesen Ludwigsbourg.
Le 10 juin 2014, il prolonge son contrat d'un an avec Ludwigsbourg.
En juillet 2014, il participe à la NBA Summer League d'Orlando avec le Thunder d'Oklahoma City.
En 28 matches de championnat allemand, il a des moyennes de 8,9 points, 2,4 rebonds et 2,7 passes décisives par match.

#### Charge de Canton (2015-2016)
Le 31 octobre 2015, il est sélectionné par le Drive de Grand Rapids au second tour de la draft 2015 de D-League et le même soir, il est transféré au Charge de Canton contre Adrian Forbes.

#### Avtodor Saratov (2016-2017)
Durant l'été 2016, il participe à la NBA Summer League de Las Vegas avec les Cavaliers de Cleveland. En six matchs, il a des moyennes de 2,5 points, 1,2 rebonds et 1,3 passes décisives par match.
Le 10 septembre 2016, il signe avec l'équipe russe de l'Avtodor Saratov en VTB United League.
Le 23 janvier 2017, il quitte l'équipe russe.

#### Apóllon Pátras (2017)
Le 23 janvier 2017, il signe avec l'équipe grecque d'Apóllon Pátras pour le reste de la saison 2016-2017.

#### BG 74 Göttingen (2017-2019)
Le 14 juillet 2017, il signe un contrat d'un an avec l'équipe allemande du BG 74 Göttingen.

#### Cholet Basket (2019-2021)
Le 15 juillet 2019, il signe avec l'équipe française du Cholet Basket.
En 25 matches, il a des moyennes de 12,2 points et 6,8 passes décisives par match (la deuxième meilleure moyenne du championnat).
Le 15 juin 2020, il prolonge son contrat de deux ans avec Cholet.

#### BK Boudivelnyk Kiev (2021–2022)
Le 27 juillet 2021, il signe avec l'équipe ukrainienne du BK Boudivelnyk Kiev.
En février 2022, il quitte l'équipe en raison de la guerre russo-ukrainienne.

#### Champagne Basket (avril - juin 2022)
Le 2 avril 2022, il signe avec l'équipe française du Champagne Basket en première division.

#### Élan béarnais Pau-Lacq-Orthez (2022-2023)
Le 17 août 2022, il signe avec l'équipe française de l'Élan béarnais Pau-Lacq-Orthez en première division.

#### BCM Gravelines-Dunkerque (2023-2024)
Le 23 octobre 2023, il signe un contrat avec l'équipe française du BCM Gravelines-Dunkerque.

#### Élan sportif chalonnais (depuis 2024)
En novembre 2024, Stockton s'engage avec l'Élan sportif chalonnais en première division française.

## Palmarès

### Universitaire
- Third-team NAIA D1 All-American (2011)

### En club
- 2× BBL All-Star (2018, 2019)